# Hemihyalea melas
Hemihyalea melas är en fjärilsart som beskrevs av Paul Dognin 1902. Hemihyalea melas ingår i släktet Hemihyalea och familjen björnspinnare. Inga underarter finns listade i Catalogue of Life.